# حافظه پنهان موتور جستجو
حافظه پنهان موتور جستجو یا کَش شده (به انگلیسی: search engine cache) یک حافظهٔ پنهانی از صفحه وب است که صفحه را مانند زمانی که توسط یک خزنده وب نمایه سازی شده‌است نشان می‌دهد. هنگامی که دسترسی به نسخه اصلی سایت امکان‌پذیر نیست (یعنی سایت دایر نیست به انگلیسی live)، تغییر یافته یا از بین رفته‌است، می‌توان از نسخه‌های ذخیره شده صفحات وب برای مشاهده محتوای یک صفحه استفاده کرد.
وقتی یک خزندهٔ وب کار می‌کند، محتوای هر صفحه را جمع‌آوری می‌کند تا صفحه بتواند توسط موتور جستجو فهرست شود. همزمان می‌تواند یک نسخه از آن صفحه را ذخیره کند. موتور جستجو ممکن است نسخه کپی را در نتایج موتور جستجو برای کاربران قابل دسترسی کند. خزنده‌های وب که از دستورها و محدودیت‌های داده شده در فایل متنی robots.txt یا برچسب‌های متا نوشته شده توسط مدیر وب سایت پیروی می‌کنند، ممکن است در صورت وجود داشتن دستور، نسخه کپی شده را در دسترس کاربران موتور جستجو قرار ندهند.
حافظه پنهان موتور جستجو می‌تواند برای تحقیقات در مورد جرم، مراحل قانونی و روزنامه‌نگاری مورد استفاده قرار گیرد. نمونه‌هایی از موتورهای جستجو که نسخه‌های کش شده صفحات وب را به کاربران خود ارائه می‌دهند، جستجوی گوگل، بینگ، جستجوی یاندکس و بایدو هستند. حافظه پنهان موتور جستجو ممکن است توسط قوانین معمول که از ارائه دهندگان فناوری در برابر ادعاهای نقض حق نسخه برداری محافظت می‌کند، کاملاً محافظت نشود.